# (4470) Sergeev-Censkij
(4470) Sergeev-Censkij est un astéroïde de la ceinture principale.

## Description
(4470) Sergeev-Censkij est un astéroïde de la ceinture principale. Il fut découvert le 31 août 1978 à Naoutchnyï par Nikolaï Tchernykh. Il présente une orbite caractérisée par un demi-grand axe de 3,13 UA, une excentricité de 0,17 et une inclinaison de 2,5° par rapport à l'écliptique.

## Compléments